# Shuta Takahashi
Shuta Takahashi (高橋 周大 Takahashi Shūta?, nacido el 27 de julio de 1983 en Tokio) es un exfutbolista japonés. Jugaba de delantero y su último club fue el Aries FC Tokyo de Japón.

## Trayectoria

### Clubes
| Club               | País  | Año         |
| ------------------ | ----- | ----------- |
| Mito HollyHock     | Japón | 2006        |
| Yokogawa Musashino | Japón | 2007 - 2008 |
| Aries FC Tokyo     | Japón | 2009 - 2013 |